# Virginia Feito
Virginia Feito (Madrid, 1988) es una escritora española. Su primera novela La señora March ha sido un éxito de ventas.

## Biografía
Virginia Feito estudió en colegios de habla inglesa en París en un colegio estadounidense y en un colegio británico en Madrid. Cursó su carrera Literatura Inglesa y Arte Dramático en la Universidad de Queen Mary en Londres. Cuando volvió a Madrid estudió Publicidad en la escuela de publicidad y creatividad Miami Ad School.
Trabajó como publicista en agencias de Publicidad hasta que en 2018,viviendo en Nueva York, decidió dedicarse a escribir en inglés su primera novela La señora March traducida a distintos idiomas. Publicada en 2021,por la editorial Liveright, cosechó varios premiosy según el Sunday Times y Blumhouse Productions fue de los libros más vendidos de ese año. En las reseñas sobre su novela a Virginia Feito se la comparan con Shirley Jackson y Patricia Highsmith, escritoras que según ella misma la han influido.
En 2022 comenzó a preparar la adaptación al cine de La señora March junto a Elisabeth Moss, productora y protagonista de la adaptación. Esta primera novela de Virginia Feito fue publicada en castellano por la editorial Lumen en 2022 en España. 
En 2023 sus proyectos consisten en un nuevo libro y varios guiones para el cine y la televisión tal y como explica en una entrevista en mujer hoy

«Tengo un piloto para una serie en español, un guion para una película en inglés y estoy hablando para desarrollar posiblemente otro en Hollywood»

### Obra destacada
Feito, Virginia (2023). La señora March. Barcelona: Debolsillo. ISBN 978-84-663-6815-5.
Su primera novela es una historia de terror psicológico doméstico que protagoniza una mujer obsesionada por la opinión de los demás, según la autora ha reunido en ella lo que más odia en ella misma y en las demás personas. El marido de la protagonista tiene una última novela que es un éxito, ella se siente orgullosa de ello. Viven en el Upper East Side y cuando va a comprar a su pastelería favorita la dependienta insinúa que la protagonista del nuevo libro de su marido George parece inspirada en ella. Al tratarse de una prostituta que provoca pena a sus clientes, la señora March comienza a pensar que todo el mundo se burla de ella a sus espaldas y pierde el control de su ordenada vida.

## Premios y reconocimientos
- Premio Best Novel Valencia Negra 2022.[13][14]
- Premio Un Año de Libros El Corte Inglés al Mejor Debut.